# Miller Anderson (Wasserspringer)
Miller Altman Anderson (* 27. Dezember 1922 in Columbus, Ohio; † 29. Oktober 1965 ebenda) war ein US-amerikanischer Wasserspringer.

## Leben
Anderson wurde in Columbus, Ohio geboren. Er studierte an der Ohio State University und nahm gleich in seinem ersten Jahr erfolgreich an den nationalen Amateur-Meisterschaften der AAU teil, wo er den Wettbewerb vom 3-Meter-Brett gewinnen konnte.
Anschließend meldete er sich zur US Air Force und nahm an Kampfeinsätzen auf dem Balkan, in Südfrankreich, der Po-Ebene, den Apenninen und am Arno teil. Er wurde hierfür mehrfach ausgezeichnet. So bekam er unter anderem das Distinguished Flying Cross und das Purple Heart verliehen.
Bei seinem 112. Einsatz wurde er über Italien von der deutschen Flugabwehr abgeschossen und schwer verletzt in Kriegsgefangenschaft genommen. Nach etwa einem Monat wurde das Krankenhaus, in dem er festgehalten wurde, von US-Truppen erobert und er wurde in Rom von amerikanischen Militärärzten operiert. Ihm drohte zwischenzeitlich eine Amputation eines Beins, jedoch konnte dieses durch das Einsetzen von Silberplatten im Oberschenkel gerettet werden.
Obwohl eine Fortsetzung seiner sportlichen Karriere danach aussichtslos erschien, feierte er schon 1946 sein Comeback. Er gewann über 20 Titel bei nationalen Amateur- und College-Meisterschaften. Im Jahr 1948 nahm er an seinen ersten olympischen Sommerspielen teil. In London gewann er knapp hinter Landsmann Bruce Harlan die Silbermedaille vom 3-Meter-Brett. Eine Leistung, die er 4 Jahre später in Helsinki wiederholen konnte, als ihn nur David Browning schlug.
Bei den I. Panamerikanischen Spielen im Jahr 1951 holte Anderson sogar zwei Medaillen. Neben Silber vom 3-Meter-Brett erreichte er vom 10-Meter-Brett Bronze. Beide Wettbewerbe gewann der Mexikaner Joaquín Capilla.
Im Jahr 1965 starb Anderson mit nur 42 Jahren nach einem Herzinfarkt in seinem Haus in Columbus, Ohio. Zwei Jahre später wurde er in die Swimming Hall of Fame aufgenommen.